# Ecuadoraans voetbalelftal in 2006
Het Ecuadoraans voetbalelftal speelde in totaal elf interlands in het jaar 2006, waaronder vier wedstrijden bij het WK voetbal 2006 in Duitsland, waar de ploeg in de achtste finales werd uitgeschakeld. De selectie stond onder leiding van de Colombiaanse bondscoach Luis Fernando Suárez.

## Balans
| Wedstrijden | Wedstrijden | Wedstrijden | Wedstrijden | Doelpunten | Doelpunten | Doelpunten | Punten |
| Gespeeld    | Winst       | Gelijk      | Verlies     | Voor       | Tegen      | Saldo      | Punten |
| ----------- | ----------- | ----------- | ----------- | ---------- | ---------- | ---------- | ------ |
| 11          | 3           | 2           | 6           | 10         | 12         | –2         | 0.727  |

## Interlands
|                                                       |                    |       |          |                                                                                      |
| 25 januari Vriendschappelijk № 369 «onderlinge duels» | Ecuador            | 1 – 0 | Honduras | Estadio Monumental, Guayaquil Toeschouwers: 10.000 Scheidsrechter: Pedro Ramos (ECU) |
| 25 januari Vriendschappelijk № 369 «onderlinge duels» | Darwin Caicedo 67' |       |          | Estadio Monumental, Guayaquil Toeschouwers: 10.000 Scheidsrechter: Pedro Ramos (ECU) |

|                                                              |                |       |         |                                                                                            |
| 1 maart Vriendschappelijk № 370 «onderlinge duels» 20:30 uur | Nederland      | 1 – 0 | Ecuador | Amsterdam Arena, Amsterdam Toeschouwers: 30.000 Scheidsrechter: Olegário Benquerença (POR) |
| 1 maart Vriendschappelijk № 370 «onderlinge duels» 20:30 uur | Dirk Kuijt 48' |       |         | Amsterdam Arena, Amsterdam Toeschouwers: 30.000 Scheidsrechter: Olegário Benquerença (POR) |

|                                                     |                 |       |         |                                                                                     |
| 30 maart Vriendschappelijk № 371 «onderlinge duels» | Japan           | 1 – 0 | Ecuador | Kyushu Sekiyu Dome, Oita Toeschouwers: 36.507 Scheidsrechter: Shamsul Maidin (SING) |
| 30 maart Vriendschappelijk № 371 «onderlinge duels» | Hisato Sato 86' |       |         | Kyushu Sekiyu Dome, Oita Toeschouwers: 36.507 Scheidsrechter: Shamsul Maidin (SING) |

|                                                   |                      |       |                |                                                                                         |
| 25 mei Vriendschappelijk № 372 «onderlinge duels» | Ecuador              | 1 – 1 | Colombia       | Giants Stadium, East Rutherford Toeschouwers: 59.000 Scheidsrechter: Terry Vaughn (USA) |
| 25 mei Vriendschappelijk № 372 «onderlinge duels» | Segundo Castillo 52' |       | 55' Elkin Soto | Giants Stadium, East Rutherford Toeschouwers: 59.000 Scheidsrechter: Terry Vaughn (USA) |

|                                                             |                                           |       |                    |                                                                                                 |
| 29 mei Vriendschappelijk № 373 «onderlinge duels» 19:00 uur | Macedonië                                 | 2 – 1 | Ecuador            | Estadio Teresa Rivero, Madrid Toeschouwers: 4.000 Scheidsrechter: Carlos del Cerro Grande (ESP) |
| 29 mei Vriendschappelijk № 373 «onderlinge duels» 19:00 uur | Goran Maznov 28' Igor Mitreski 73' (pen.) |       | 25' Carlos Tenorio | Estadio Teresa Rivero, Madrid Toeschouwers: 4.000 Scheidsrechter: Carlos del Cerro Grande (ESP) |

| WK-eindronde |
| ------------ |

|                                                        |       |           |                                        |                                                                                       |
| 9 juni WK-eindronde № 374 «onderlinge duels» 21:00 uur | Polen | 0 – 2     | Ecuador                                | Veltins-Arena, Gelsenkirchen Toeschouwers: 65.000 Scheidsrechter: Toru Kamikawa (JPN) |
| 9 juni WK-eindronde № 374 «onderlinge duels» 21:00 uur |       | (details) | 24' Carlos Tenorio 80' Agustín Delgado | Veltins-Arena, Gelsenkirchen Toeschouwers: 65.000 Scheidsrechter: Toru Kamikawa (JPN) |

|                                                         |                                                           |           |            |                                                                                     |
| 15 juni WK-eindronde № 375 «onderlinge duels» 15:00 uur | Ecuador                                                   | 3 – 0     | Costa Rica | HSH Nordbank Arena, Hamburg Toeschouwers: 50.000 Scheidsrechter: Coffi Codjia (BEN) |
| 15 juni WK-eindronde № 375 «onderlinge duels» 15:00 uur | Carlos Tenorio 8' Agustín Delgado 54' Iván Kaviedes 90+2' | (details) |            | HSH Nordbank Arena, Hamburg Toeschouwers: 50.000 Scheidsrechter: Coffi Codjia (BEN) |

|                                                         |         |           |                                                         |                                                                                    |
| 20 juni WK-eindronde № 376 «onderlinge duels» 16:00 uur | Ecuador | 0 – 3     | Duitsland                                               | Olympiastadion, Berlijn Toeschouwers: 72.000 Scheidsrechter: Valentin Ivanov (RUS) |
| 20 juni WK-eindronde № 376 «onderlinge duels» 16:00 uur |         | (details) | 4' Miroslav Klose 44' Miroslav Klose 57' Lukas Podolski | Olympiastadion, Berlijn Toeschouwers: 72.000 Scheidsrechter: Valentin Ivanov (RUS) |

|                                                         |                   |           |         |                                                                                                   |
| 25 juni WK-eindronde № 377 «onderlinge duels» 17:00 uur | Engeland          | 1 – 0     | Ecuador | Gottlieb-Daimler-Stadion, Stuttgart Toeschouwers: 52.000 Scheidsrechter: Frank De Bleeckere (BEL) |
| 25 juni WK-eindronde № 377 «onderlinge duels» 17:00 uur | David Beckham 60' | (details) |         | Gottlieb-Daimler-Stadion, Stuttgart Toeschouwers: 52.000 Scheidsrechter: Frank De Bleeckere (BEL) |

|  |  |  |  |  |  |  |  |  |

|                                                        |                      |       |                    |                                                                                         |
| 6 september Vriendschappelijk № 378 «onderlinge duels» | Ecuador              | 1 – 1 | Peru               | Giants Stadium, East Rutherford Toeschouwers: 20.566 Scheidsrechter: Terry Vaughn (USA) |
| 6 september Vriendschappelijk № 378 «onderlinge duels» | Cristian Benítez 14' |       | 75' Paolo Guerrero | Giants Stadium, East Rutherford Toeschouwers: 20.566 Scheidsrechter: Terry Vaughn (USA) |

|                                                       |                 |       |                   |                                                                                          |
| 10 oktober Vriendschappelijk № 379 «onderlinge duels» | Ecuador         | 1 – 2 | Brazilië          | Råsunda Stadion, Stockholm Toeschouwers: 34.572 Scheidsrechter: Stefan Johannesson (SWE) |
| 10 oktober Vriendschappelijk № 379 «onderlinge duels» | Félix Borja 22' |       | 44' Fred 74' Kaká | Råsunda Stadion, Stockholm Toeschouwers: 34.572 Scheidsrechter: Stefan Johannesson (SWE) |

## FIFA-wereldranglijst
| JAN | FEB | MAR | APR | MEI | JUN | JUL | AUG | SEP | OKT | NOV | DEC |
| --- | --- | --- | --- | --- | --- | --- | --- | --- | --- | --- | --- |
| 37  | 38  | 38  | 38  | 39  | 39  | 28  | 27  | 30  | 34  | 30  | 30  |

## Statistieken
| Cristian Mora         | 1979-08-26 | LDU Quito                  | 10 | 0 | 0 | 14  | 0  |
| Edwin Villafuerte     | 1979-03-12 | Sociedad Deportivo Quito   | 1  | 0 | 0 | 15  | 0  |
| Verdediging           |            |                            |    |   |   |     |    |
| Giovanny Espinoza     | 1977-04-12 | Vitesse                    | 10 | 0 | 0 | 63  | 2  |
| Iván Hurtado          | 1974-08-16 | Al-Ahli                    | 7  | 0 | 0 | 134 | 5  |
| Neicer Reasco         | 1977-07-23 | São Paulo                  | 7  | 0 | 0 | 35  | 0  |
| Ulises de la Cruz     | 1974-02-08 | Reading                    | 6  | 1 | 0 | 89  | 5  |
| Jorge Guagua          | 1981-09-28 | Colón Santa Fe             | 4  | 4 | 0 | 21  | 1  |
| José Perlaza          | 1981-10-06 | Centro Deportivo Olmedo    | 1  | 2 | 0 |     |    |
| Jairo Montaño         | 1979-07-09 | Barcelona Sporting Club    | 1  | 1 | 0 | 2   | 0  |
| José Luis Cortez      | 1979-11-21 | Deportivo Azogues          | 1  | 0 | 0 | 4   | 0  |
| Fricson George        | 1974-09-16 | Barcelona Sporting Club    | 1  | 0 | 0 | 16  | 0  |
| José Aguirre          | 1983-01-05 | Club Sport Emelec          | 0  | 1 | 0 | 1   | 0  |
| Erick de Jesús        | 1982-11-08 | Club Deportivo El Nacional | 0  | 1 | 0 | 9   | 0  |
| Middenveld            |            |                            |    |   |   |     |    |
| Edison Méndez         | 1979-03-16 | PSV Eindhoven              | 9  | 0 | 0 | 68  | 10 |
| Edwin Tenorio         | 1976-06-16 | Barcelona Sporting Club    | 8  | 0 | 0 | 76  | 0  |
| Luis Antonio Valencia | 1985-08-04 | Wigan Athletic             | 8  | 0 | 0 | 22  | 3  |
| Segundo Castillo      | 1982-05-15 | Rode Ster Belgrado         | 7  | 1 | 1 |     |    |
| Paul Ambrosi          | 1980-10-14 | LDU Quito                  | 6  | 0 | 0 | 27  | 0  |
| Marlon Ayoví          | 1971-09-27 | Sociedad Deportivo Quito   | 5  | 0 | 0 | 75  | 5  |
| Patricio Urrutia      | 1978-10-15 | LDU Quito                  | 3  | 6 | 0 | 11  | 0  |
| Leonardo Soledispa    | 1983-01-15 | Barcelona Sporting Club    | 2  | 1 | 0 |     |    |
| Luis Saritama         | 1983-10-20 | Club América               | 1  | 2 | 0 | 13  | 0  |
| Roberto Miña          | 1984-11-07 | FC Dallas                  | 1  | 0 | 0 | 12  | 0  |
| Christian Lara        | 1980-04-27 | Al-Wakrah SC               | 0  | 5 | 0 |     |    |
| Luis Caicedo          | 1979-05-12 | Centro Deportivo Olmedo    | 0  | 2 | 0 |     |    |
| Luis Miguel Garcés    | 1982-12-08 | CSD Macará                 | 0  | 1 | 0 | 1   | 0  |
| Armando Paredes       | 1984-06-18 | Club Sport Emelec          | 0  | 1 | 0 | 2   | 0  |
| Aanval                |            |                            |    |   |   |     |    |
| Carlos Tenorio        | 1979-05-14 | Al-Sadd                    | 5  | 0 | 3 | 31  | 7  |
| Agustín Delgado       | 1974-12-23 | LDU Quito                  | 4  | 0 | 2 | 71  | 31 |
| Iván Kaviedes         | 1977-10-24 | Barcelona Sporting Club    | 3  | 4 | 1 | 49  | 15 |
| Félix Borja           | 1983-04-02 | Olympiakos Piraeus         | 3  | 1 | 1 | 10  | 3  |
| Cristian Benítez      | 1986-05-01 | Club Deportivo El Nacional | 2  | 2 | 1 | 7   | 1  |
| Jhonny Baldeón        | 1981-06-15 | Barcelona Sporting Club    | 2  | 0 | 0 | 12  | 3  |
| Felipe Caicedo        | 1988-09-05 | FC Basel                   | 2  | 0 | 0 | 3   | 0  |
| Walter Calderón       | 1977-10-17 | Deportivo Cuenca           | 1  | 1 | 0 |     |    |
| Darwin Caicedo        | 1983-05-25 | Dinamo Boekarest           | 0  | 1 | 1 | 1   | 1  |
| Gustavo Figueroa      | 1978-08-30 | Club Deportivo El Nacional | 0  | 1 | 0 |     |    |
| Jorge Ladines         | 1986-09-21 | Club Sport Emelec          | 0  | 1 | 0 |     |    |
| Franklin Salas        | 1981-08-30 | LDU Quito                  | 0  | 1 | 0 | 24  | 2  |
| Edmundo Zura          | 1983-12-01 | Sporting Club Imbabura     | 0  | 1 | 0 | 1   | 0  |

FEF · A-internationals · Bondscoaches · Selecties · Statistieken · Ecuadoraans vrouwenelftal · Olympisch elftal · Ecuador U21 · Ecuador U20 · Ecuador U18 · Ecuador U17
1938 – 1949 ·
1950 – 1959 ·
1960 – 1969 ·
1970 – 1979 ·
1980 – 1989 ·
1990 – 1999 ·
2000 – 2009 ·
2010 – 2019 ·
2020 − 2029
WK 2002 · 
WK 2006 · 
WK 2014
1938 · 
1939 · 
1940 · 
1941 · 
1942 · 
1943 · 1944 · 
1945 · 
1946 · 
1947 · 
1948 · 
1949 · 
1950 · 1951 · 1952 · 
1953 · 
1954 · 
1955 · 
1956 · 
1957 · 
1958 · 
1959 · 
1960 · 
1961 · 1962 · 
1963 · 
1964 · 
1965 · 
1966 · 
1967 · 1968 · 
1969 · 
1970 · 
1971 · 
1972 · 
1973 · 
1974 · 
1975 · 
1976 · 
1977 · 
1978 · 
1979 · 
1980 · 
1981 · 
1982 · 
1983 · 
1984 · 
1985 · 
1986 · 
1987 · 
1988 · 
1989 · 
1990 · 
1991 · 
1992 · 
1993 · 
1994 · 
1995 · 
1996 · 
1997 · 
1998 · 
1999 · 
2000 · 
2001 · 
2002 · 
2003 · 
2004 · 
2005 · 
2006 · 
2007 · 
2008 · 
2009 · 
2010 · 
2011 · 
2012 · 
2013 · 
2014 · 
2015 · 
2016 · 
2017 ·
2018 ·
2019 ·
2020 ·
2021 ·
2022
Argentinië ·
Armenië ·
Australië ·
Bolivia · 
Brazilië ·
Bulgarije ·
Canada ·
Chili ·
Colombia ·
Costa Rica ·
Cuba ·
Denemarken ·
DDR ·
Duitsland ·
El Salvador ·
Engeland ·
Estland ·
Finland ·
Frankrijk ·
Griekenland ·
Guatemala ·
Haïti ·
Honduras ·
Ierland ·
Irak ·
Iran ·
Italië ·
Jamaica ·
Japan ·
Joegoslavië ·
Jordanië ·
Kaapverdië ·
Koeweit ·
Kroatië · 
Libanon ·
Mexico ·
Nederland ·
Nigeria ·
Noord-Macedonië ·
Oeganda ·
Oman ·
Panama ·
Paraguay ·
Peru ·
Polen ·
Portugal ·
Qatar ·
Roemenië ·
Saoedi-Arabië ·
Schotland ·
Senegal ·
Spanje ·
Trinidad en Tobago ·
Turkije · 
Uruguay ·
Venezuela ·
Verenigde Staten ·
Wit-Rusland ·
Zambia ·
Zuid-Afrika ·
Zuid-Korea ·
Zweden ·
Zwitserland
Costa Rica (2006) · 
Duitsland (2006) · 
Engeland (2006) · 
Frankrijk (2014) · 
Honduras (2014) · 
Nederland (2022) · 
Polen (2006) · 
Qatar (2022) · 
Zwitserland (2014)